# Ramiz Mustafayev
Ramiz Mustafayev (en azéri : Ramiz Hacı oğlu Mustafayev, né le 16 octobre 1926 à Tchardjou au Turkménistan et mort le 10 avril 2008 à Bakou) est un compositeur azerbaïdjanais, Artiste du Peuple d’Azerbaїdjan.

## Biographie
Sa famille déménage à Bakou, où en 1940 Ramiz Mustafayev termine ses études secondaires incomplètes. En 1941-1943 il étudie au département d'art dramatique de l'École de théâtre d'État d'Azerbaïdjan, en 1948-1953 il étudie au département vocal en classe de Bul-Bul, et au département de composition du Conservatoire d'État d'Azerbaïdjan en 1953-1957.

## Carrière
Ramiz Mustafayev commence son activité professionnelle en 1942 en tant qu'artiste du Théâtre des jeunes spectateurs. En 1943-1948 il est acteur du Théâtre dramatique d'État d'Azerbaïdjan. De 1948 jusqu'à la fin de sa vie, il travaille comme chef de chœur, éditeur- en chef et directeur artistique du collectif choral de l'actuelle S.A. des programmes de Télévision et de Radio. En 1968-1973, il est secrétaire de l'Union des compositeurs d'Azerbaïdjan.

## Œuvres
Au cours de ses 50 ans de carrière, il a composé 5 opéras, 5 opérettes, 9 oratorios, 8 symphonies, 5 poèmes vocaux-symphoniques, plus de 500 chansons et romances.
Opéras
- Chirin(1957)
- Vaguif(1960)
- Khan et cultivateur(1962)
- Chèvre têtue (1964)
- Aydın[3].